# Windy (dịch vụ thời tiết)
Windy là một công ty cung cấp dịch vụ tương tác dự báo thời tiết Séc trên toàn thế giới.
Được thành lập vào tháng 11 năm 2014 bởi Ivo Lukačovič. Hiện tại, dự báo thời tiết dựa trên dữ liệu từ các mô hình GFS, ECMWF và mô hình NEMS từ công ty Thụy Sĩ Meteoblue. Ban đầu, cổng thông tin tập trung vào hoạt hình gió, hiện tại có các thông số khí tượng cơ bản khác như nhiệt độ, áp suất, độ ẩm tương đối, nền tảng đám mây và các bảng bổ sung với dữ liệu nâng cao hơn. Hoạt hình gió dựa trên dự án nguồn mở của Cameron Beccario  earth .

## Tham khả
1. ↑  "About Us, Windy Community". Truy cập ngày 29 tháng 3 năm 2018.
2. ↑  Polesný, David. "Nová služba zobrazuje vítr po celém světě, vytvořil ji Ivo Lukačovič – Živě.cz". Truy cập ngày 31 tháng 7 năm 2016.
3. ↑  "Earth, a project to visualize global weather conditions". Truy cập ngày 29 tháng 3 năm 2018.